# Gummiglobus joyceae
Gummiglobus joyceae är en svampart som beskrevs av Trappe, Castellano & Amar. 1996. Gummiglobus joyceae ingår i släktet Gummiglobus och familjen Mesophelliaceae.   Inga underarter finns listade i Catalogue of Life.